# 1981年伊朗空军C-130运输机坠机事故
1981年9月29日，伊朗空军一架C-130运输机于该国德黑兰省哈里扎克附近的靶场坠毁，事故造成包括伊朗前国防部长贾瓦德·法库里、时任国防部长穆萨·纳木珠、伊斯兰革命卫队司令员穆罕默德·加哈那拉等在内的80人死亡。本次事故是C-130运输机在伊朗伊斯兰革命后的两次事故之一（另一次发生在2005年）。

## 背景与事故经过
两伊战争期间，为打破伊拉克对阿巴丹的包围，伊朗军队于1981年9月底发起了第八伊玛目行动。伊朗一些军方高官为报告战况乘坐C-130运输机返回德黑兰。当地时间9月29日19:00，这架C-130运输机在哈里扎克附近的一处靶场坠毁。机上80人全部死亡。机上除了高级军官外还有一些受伤需后送的军人。
伊朗官方并未解释本次事故的起因，但有消息指出起因可能为“技术故障”。这起事故令伊朗军队一时群龙无首。